# Pomlîniv, Jovkva
Pomlîniv (în ucraineană Помлинів) este un sat în comuna Lîpnîk din raionul Jovkva, regiunea Liov, Ucraina.

## Demografie
Componența lingvistică a localității Pomlîniv
     Ucraineană (100%)
Conform recensământului din 2001, toată populația localității Pomlîniv era vorbitoare de ucraineană (100%).